# Кенсингтън
Кенсингтън е квартал на Лондон. Намира се на юг и запад от Хайд Парк и е считан за един от луксозните квартали заедно с непосредствените си съседи Челси (от юг), Найтсбридж (от изток) и Нотинг Хил (от север). В него са разположени някои от основните туристически атракции на Лондон: Албърт Мемориал, Роял Албърт Хол, музеят „Виктория и Албърт“, музеят по естествена история, дворецът Кенсингтън, зала „Олимпия“. Главната артерия на квартала е Кенсингтън Хай стрийт с много магазини.
В административно отношение Кенсингтън е подрайон на община Кенсингтън и Челси, която е самостоятелна административна единица и избирателен район в рамките на Лондон.